# Dialogue compétitif
En droit de l'Union européenne et de ses États membres, le dialogue compétitif est une procédure de passation d'un marché public, créée par la directive 2004/18/CE du 31 mars 2004,,.
En France, le dialogue compétitif a été introduit par le code des marchés publics issu du décret no 2004-15 du 7 janvier 2004. Il a remplacé l'appel d'offres sur performances, procédure qui avait été introduite par le Code des marchés publics issu du décret no 2001-210 du 7 mars 2001.
Il s'agit d'une des procédures listées à l'article 42 de l'ordonnance du 23 juillet 2015 relative aux marchés publics qui indique que, dans une procédure de dialogue compétitif, 
"l'acheteur dialogue avec les candidats admis à participer à la procédure en vue de définir ou développer les solutions de nature à répondre à ses besoins et sur la base desquelles ces candidats sont invités à remettre une offre".
Cette procédure est précisée par les articles 75 et 76 du décret n° 2016-360 du 25 mars 2016 relatif aux marchés publics pris en application de l'ordonnance citée ci-dessus. On y lit en particulier que :
"L’acheteur définit ses besoins et ses exigences dans l’avis d’appel public à la concurrence et, le cas échéant, dans un programme fonctionnel ou un projet partiellement défini.
(...)
L'acheteur ouvre avec les participants sélectionnés un dialogue dont l'objet est l'identification et la définition des moyens propres à satisfaire au mieux ses besoins. Tous les aspects du marché public peuvent être discutés avec les participants sélectionnés.
(...)
Le dialogue peut se dérouler en phases successives de manière à réduire le nombre de solutions à discuter, en appliquant les critères d'attribution définis dans l'avis de marché ou dans un autre document de la consultation.
(...)
Dans la phase finale de dialogue, le nombre de solutions restant à discuter doit être suffisant pour assurer une concurrence réelle, pour autant qu'il y ait un nombre suffisant de solutions remplissant les conditions requises.
L'acheteur poursuit le dialogue jusqu'à ce qu'il soit en mesure d'identifier la ou les solutions qui sont susceptibles de répondre à ses besoins.
Le dialogue est conduit dans le respect du principe d'égalité de traitement de tous les participants. A cette fin, l'acheteur s'abstient de donner toute information susceptible d'avantager certains participants par rapport à d'autres."